# (We Ain't Got) Nothin' Yet
«(We Ain't Got) Nothin' Yet» es una canción interpretada por la banda estadounidense Blues Magoos. Fue publicada en octubre de 1966 como el segundo sencillo del álbum debut de la banda Psychedelic Lollipop.
El riff de órgano Vox Continental, que también apareció en «She's Mine» de Liverpool Five (en el mismo año), se basó estrechamente en el riff del guitarrista James Burton de la grabación de rock de Ricky Nelson de 1962, «Summertime».

## Posicionamiento
| Gráfica (1967)                     | Pico de posición |
| ---------------------------------- | ---------------- |
| Canadá (RPM Top Singles)           | 4                |
| Estados Unidos (Billboard Hot 100) | 5                |